# Gente Singular
A Gente Singular é uma editora portuguesa. A sua sede fica na cidade algarvia de Olhão. É responsável pela edição da revista cultural al Gharb.
É também o nome de uma obra de Manuel Teixeira-Gomes de 1909.

## Livros publicados
- Gente Singular (2007)[ligação inativa]
- Cultura e Política no Algarve setecentista: Damião Faria e Castro (1715-1789) (2007)[ligação inativa]
- O amor é um claro mês (2008)[ligação inativa]
- Fonte Salgada (2008)[ligação inativa]
- Da Serra de Tavira ao Rif Marroquino: analogias e mitos (2008)[ligação inativa]
- Histórias para boi dormir (2008)[ligação inativa]
- Olhão fez-se a si próprio (2009)[ligação inativa]